# Henri Berestycki
Henri Berestycki (* 25. März 1951 in Paris) ist ein französischer Mathematiker, der sich mit Finanzmathematik und partiellen Differentialgleichungen beschäftigt.

## Leben
Berestycki besuchte 1971 bis 1975 die École normale superieure (ENS) von Paris und wurde 1975 an der Universität Pierre und Marie Curie bei Haïm Brezis promoviert (Doctorat de 3e cycle, Contributions à l'étude des problèmes elliptiques non linéaires). Als Post-Doktorand war er 1975 bis 1977 Dickson Instructor an der University of Chicago. Danach forschte er 1975 bis 1983 für das Centre national de la recherche scientifique(CNRS) als Attaché und später Chargé de Recherche, habilitierte sich 1981 in Paris und war 1983 bis 1988 Professor an der Universität Paris-Nord und ab 1988 bis 2001 an der Universität Pierre und Marie Curie (Mitglied des Labors für numerische Analysis Jacques-Louis Lions), wobei er auch an der ENS (Professor 1994 bis 1999) und der École polytechnique (Maître de conference 1987 bis 1999) lehrte. Daneben ging er in die Finanzindustrie als Berater der Caisse des Dépôts et Consignations (CDC), der Crédit Commercial de France (CCF) und von HSBC in Paris. Ab 2001 war er an der École des Hautes Études en Sciences Sociales (EHESS) in Paris, wo er Direktor des Zentrums für Mathematik und Modellbildung in den Sozialwissenschaften ist. Seit 2010 leitet er außerdem das Programm für Finanzmathematik an der Universität Chicago. Er ist in Chicago Gastprofessor für Mathematik und Ko-Direktor des Stevanovich Center of Financial Mathematics.
Neben Finanzmathematik befasst er sich auch mit mathematischer Modellierung in Physik und Biologie (zum Beispiel Reaktions-Diffusions-Gleichungen) sowie in den Sozialwissenschaften und arbeitete über nichtlineare partielle Differentialgleichungen (unter anderem mit Louis Nirenberg).
2004 erhielt er den Sophie-Germain-Preis und den Gay-Lussac-Humboldt-Preis. 2010 wurde er in die Ehrenlegion aufgenommen. 2013 wurde Berestycki zum auswärtigen Ehrenmitglied der American Academy of Arts and Sciences gewählt. Er ist Fellow der American Mathematical Society. 
Zu seinen Doktoranden zählt Frank Merle.